# ثنائي كلورو الميثان (صفحة البيانات)
يمكن إيجاد البيانات الكيميائية التكميلية حول ثنائي كلورو الميثان(dichloromethane) أدناه.

## بيانات سلامة المواد
يتطلب التعامل مع هذه المادة الكيميائية اتخاذ احتياطات أمان كبيرة. ومن المستحسن بشدة أن تبحث عن ورقة بيانات سلامة المواد (MSDS) الخاصة بها من مصدر موثوق واتباع توجيهاتها بدقة.
- Baker

## البنية والخصائص
| البنية والخصائص          | البنية والخصائص                                                                           |
| ------------------------ | ----------------------------------------------------------------------------------------- |
| معامل الانكسار، ند       | 1.4242                                                                                    |
| رقم آبي                  | ؟                                                                                         |
| ثابت العزل الكهربائي، εr | 9.08 ε0 عند 20 درجة مئوية                                                                 |
| عزم ثنائي القطب،         | 1.62 د                                                                                    |
| قوة الرابطة              | ؟                                                                                         |
| طول الرابطة              | ؟                                                                                         |
| زاوية الرابطة            | ؟                                                                                         |
| القابلية المغناطيسية     | ؟                                                                                         |
| التوتر السطحي            | 26.52 داين/سم عند 20 درجة مئوية                                                           |
| اللزوجة                  | 0.449 ميجا باسكال ثانية عند 15 درجة مئوية </br> 0.393 ميجا باسكال ثانية عند 30 درجة مئوية |

## ضغط بخار السائل
| P بالملم زئبق                | P بالملم زئبق                | 1     | 10    | 40    | 100  | 400  | 760  |
| درجة الحرارة بالدرجة المئوية | درجة الحرارة بالدرجة المئوية | -70.0 | -43.3 | -22.3 | -6.3 | 24.1 | 40.7 |

تم الحصول على بيانات هذا الجدول من CRC Handbook of Chemistry and Physics 47th ed.

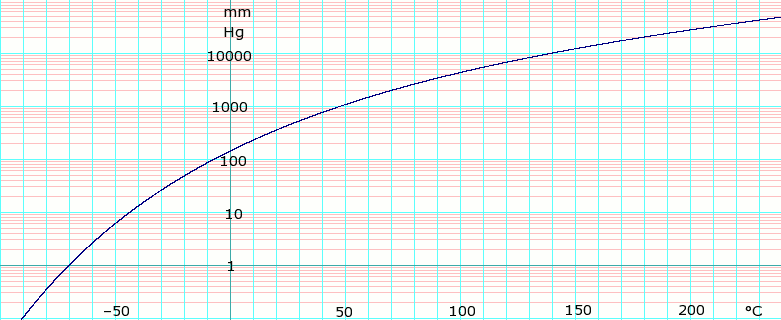
سجل_{10} من ضغط بخار ثنائي كلورو الميثان. يستخدم الصيغة: تم الحصول عليها من CHERIC

## البيانات الطيفية
| الأشعة فوق البنفسجية والمرئية          | الأشعة فوق البنفسجية والمرئية       |
| -------------------------------------- | ----------------------------------- |
| نطاق                                   | ؟                                   |
| لامدا ماكس                             | ؟ ن م                               |
| سجل هـ                                 | ؟                                   |
| الأشعة تحت الحمراء                     |                                     |
| نطاق                                   | المعهد الوطني للمعايير والتكنولوجيا |
| نطاقات الامتصاص الرئيسية               | ؟ سم− 1                             |
| الرنين النووي المغناطيسي               |                                     |
| الرنين النووي المغناطيسي للبروتون      | δ CDCl3 5.30 (ثانية، 2H)            |
| الرنين النووي المغناطيسي للكربون-13    | δ CDCl353.5                         |
| بيانات الرنين المغناطيسي النووي الأخرى | ؟                                   |
| آنسة                                   |                                     |
| كتل من </br> الأجزاء الرئيسية          | ؟                                   |

## بيانات البنية والخصائص
| البنية والخصائص | البنية والخصائص                  |
| --------------- | -------------------------------- |
| معامل الانكسار  | 1.424                            |
| ثابت العزل      | 8.93                             |
| اللزوجة         | 0.44 سنتي بواز عند 20 درجة مئوية |